# Redondela-Picota
Redondela-Picota (hiszp. Estación de Redondela-Picota) – przystanek kolejowy w miejscowości Redondela, w Prowincji Pontevedra, we wspólnocie autonomicznej Galicia, w Hiszpanii.
Obsługuje połączenia regionalne i średniego dystansu Renfe.

## Położenie stacji
Znajduje się na km 1,1 linii Redondela – Santiago de Compostela, na wysokości 27 m n.p.m..

## Historia
Stacja została otwarta w 1886 wraz z otwarciem linii z Redondela do Pontevedra. Linię zbudowała MZOV. W 1928 roku poważne problemy gospodarcze firmy spowodowały włączenie do Compañía Nacional de los Ferrocarriles del Oeste. W 1941 w wyniku nacjonalizacji hiszpańskiej kolei, stała się częścią RENFE.
Od 31 grudnia 2004 Renfe Operadora zarządza liniami, a Adif jest właścicielem obiektów kolejowych.

## Linie kolejowe
- Redondela – Santiago de Compostela